# ضیافت (فیلم ۲۰۱۴)
ضیافت (به انگلیسی: Feast) یک فیلم کمدی رمانتیک انیمیشن ترکیبی است که در سال ۲۰۱۴ توسط پاتریک اوزبورن و تهیه‌کنندگی استودیوی انیمیشن والت دیزنی ساخته شده‌است. فیلم در ۱۰ ژوئن ۲۰۱۴ در جشنواره بین‌المللی فیلم انیمیشن انسی نمایش داده شد و در هشتاد و هفتمین دوره جوایز اسکار برنده اسکار بهترین فیلم کوتاه انیمیشن شد.

## داستان
این فیلم داستان زندگی عاطفی مردی را از دریچه نگاه وینستون سگ نژاد بوستن تریرش و غذاهایی که با هم به اشتراک می‌گذارند روایت می‌کند.